# Survivors Zero
Survivors Zero – fińska grupa muzyczna grająca death metal, założona w 2006 roku w Helsinkach.

## Historia
Opracowano na podstawie materiału źródłowego.

### Początki (2006–2008)
Zespół Survivors Zero założył w 2006 roku Sami Jämsén, właściciel Studia Perkele. W roku 2007 dołączyli do niego Tommi Virranta (Deathchain), Tapio Wilska (Finntroll), J-V Hintikka (Machine Men) i Reima Kellokoski (Impaled Nazarene). W 2008 roku zespół rozpoczął przygotowywanie pierwszego dema. W Jive Studio w Helsinkach, z pomocą 
producenta Jukki Varmo, nagrano perkusję, a pozostałe ścieżki kilka tygodni później w Studiu Perkele. Całość zmiksował Jonas Kjellgren, właściciel Black Lounge Studio (Avesta, Szwecja). Demo zawierające dwa utwory ("Embrace the Inferno" i "Fortress of Lies"), a zatytułowane Extinction, ukazało się 1 czerwca 2008 roku w limitowanej edycji 200 sztuk. W październiku 2008 roku zespół opuścił gitarzysta J-V Hintikka. Zastąpił go Jani Luttinen (The Scourger).

### CMXCIX (2009–2010)
Pod koniec 2008 roku grupa podpisała kontrakt z wytwórnią Cobra Records, a 2 lutego 2009 roku rozpoczęła prace nad debiutanckim albumem w Seawolf Studios. Płytę, podobnie jak demo, zmiksował Jonas Kjellgren, zaś mastering wykonał Pelle Henricsson z Tonteknik Recording (Umeå, Szwecja). 6 czerwca 2009 roku wydano singel Reclaim My Heritage (zawierający dwa utwory – "Reclaim My Heritage" i cover Kreatora "People of the Lie"), który w Finlandii zadebiutował na miejscu 14. Album zatytułowany CMXCIX miał premierę 9 września 2009 roku, a na fińskiej liście był notowany na miejscu 28. Na przełomie września i października 2009 roku zespół Survivors Zero odbył w Finlandii trasę z grupami Sotajumala i Deathchain. Wkrótce po jej zakończeniu z zespołu odszedł Reima Kellokoski, a zastąpił go Seppo Tarvainen.
W styczniu i lutym 2010 roku grupa Survivors Zero wzięła udział w europejskiej trasie Long Time, No Death zespołu Hypocrisy, w ramach której dwukrotnie wystąpiła w Polsce (26 stycznia w Katowicach i 27 stycznia w Warszawie).

## Muzycy

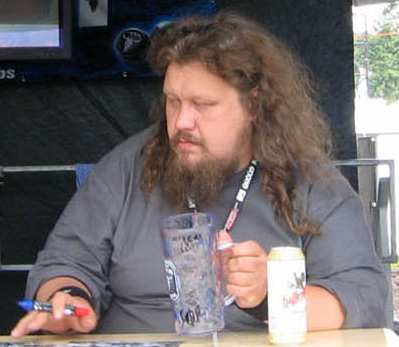
Tapio Wilska

### Obecny skład zespołu
Opracowano na podstawie materiału źródłowego.
- Tommi Virranta – śpiew (2007–)
- Tapio Wilska – gitara basowa (2007–)
- Sami Jämsén – gitara (2006–)
- Jani Luttinen – gitara (2008–)
- Seppo Tarvainen – perkusja (2009–)

### Byli członkowie zespołu
- J-V Hintikka – gitara (2007–2008)
- Reima Kellokoski – perkusja (2007–2009)

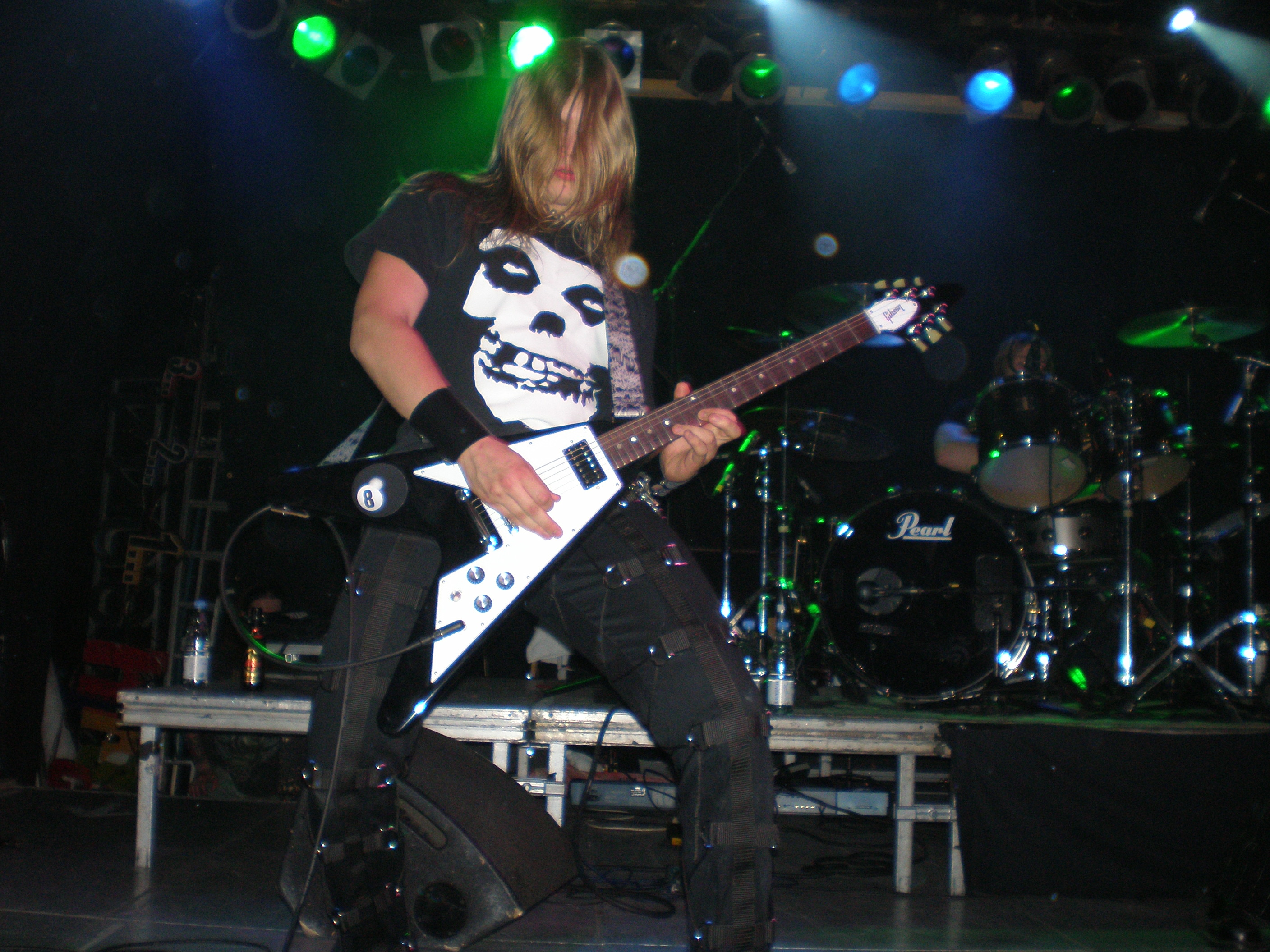
J-V Hintikka

## Dyskografia

### Albumy studyjne
- CMXCIX (2009)

### Single
- Reclaim My Heritage (2009)

### Dema
- Extinction (2008)

## Teledyski
| Rok  | Tytuł                 | Reżyseria |
| ---- | --------------------- | --------- |
| 2009 | "Reclaim My Heritage" |           |